# Diurnal
Diurnal (adjektiv) är den engelska motsvarigheten till det svenska "dygn" och är en term som används i vetenskapliga sammanhang. (I dagligt tal säger en engelsktalande "per day".) Diurnal är ett adjektiv och betyder snarast "daglig" eller "på dagtid".
Diurnal betecknar ett skeende som upprepas med 24 timmars mellanrum.
Inom biologin används termen för dygnets ljusa timmar och avser då den tid på dygnet då solen är uppe oavsett klockan. I samband med växter och djur är det ofta av vikt att veta om beteendet uppträder på dagen eller på natten. Motsvarande term för den tid på dygnet då solen är nere är "nocturnal".

## Etymologi
Ordet kommer av latinets "diurnale", av "diurnalis", som betyder 'daglig', 'som sker under dagtid', av latinets "diurnus" 'daglig', 'dags-’, ytterst av "dies" 'dag'. (Jämför:journal)